# Liepaja (distrito)
Liepāja (letão: Liepājas  rajons) é um distrito da Letônia localizado na região de Kurzeme. Sua capital é a cidade de Liepāja.